# Nikólaosz Andriakópulosz
Nikólaosz Andriakópulosz (görögül: Νικόλαος Ανδριακόπουλος; Pátra, 1878 – ?) olimpiai bajnok görög tornász.
Az 1896. évi nyári olimpiai játékokon indult tornában, a kötélmászásban, amiben a leggyorsabb és a legszebb stílussal mászó nyert. 14 méter magasra kellett felmászni, és az 5 indulóból csak ketten másztak fel.
Később jogi diplomát szerzett és jegyző lett.